# 女人哀愁
『女人哀愁』（にょにんあいしゅう）は、1937年に公開された成瀬巳喜男監督の日本映画。 

## スタッフ
- 演出 - 成瀬巳喜男[2]
- 脚本 - 成瀬巳喜男、田中千禾夫[2]
- 原作 - 成瀬巳喜男[2]
- 撮影 - 三浦光雄[2]
- 音楽 - 江口夜詩[2]
- 主題歌 - ｢黒髪に泣く｣、｢胡蝶日記｣ 作詞 : 西條八十、作曲 : 江口夜詩[3]
- 美術 - 戸塚正夫[2]
- 録音 - 道源勇二[3]

## キャスト
- 入江たか子 - 河野広子[2]
- 伊東薫 - 弟・正雄[2]
- 初瀬浪子 - 母[3]
- 佐伯秀男 - 北村良介[2]、いとこ
- 堤真佐子 - （良介の）妹・よし子[2]
- 北沢彪 - 堀江新一[2]
- 御橋公 - 広子の父[3]
- 清川玉枝 - 新一の母[3]
- 沢蘭子 - 洋子[2]、新一の姉
- 大川平八郎 - 益田敏雄[2]
- 水上玲子 - 道子[2]、新一の妹
- 神田千鶴子 - 和子[2]、広子の同僚

### ギャラリー

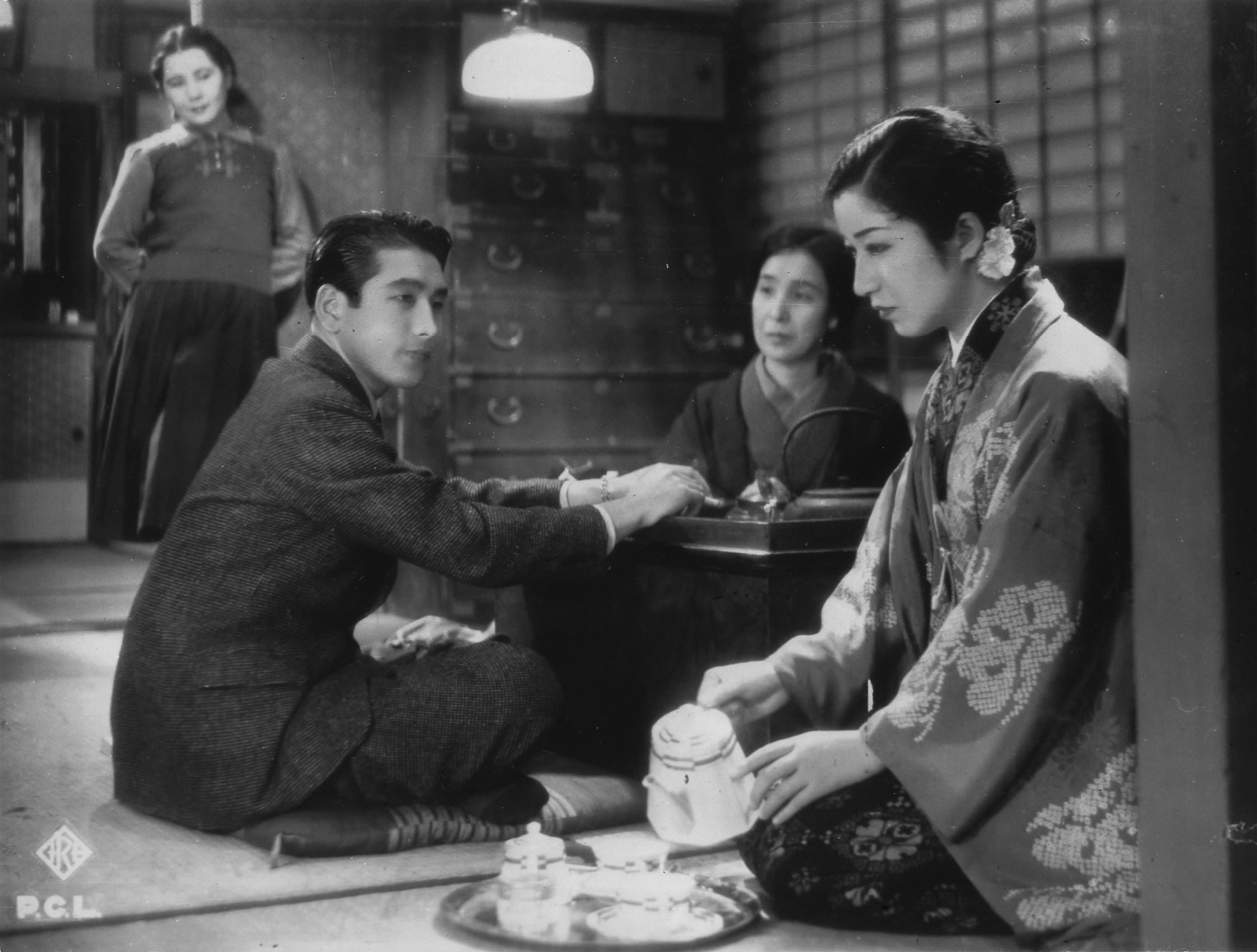
(左から) 堤真佐子, 佐伯秀男, 初瀬浪子, 入江たか子。
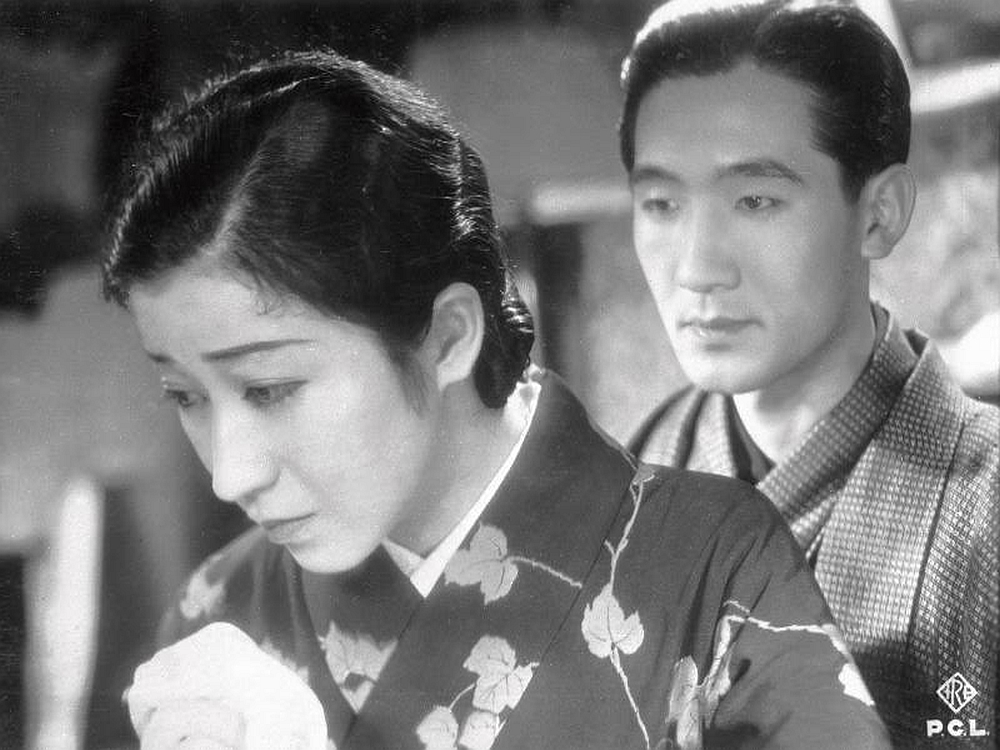
入江たか子, 北沢彪。
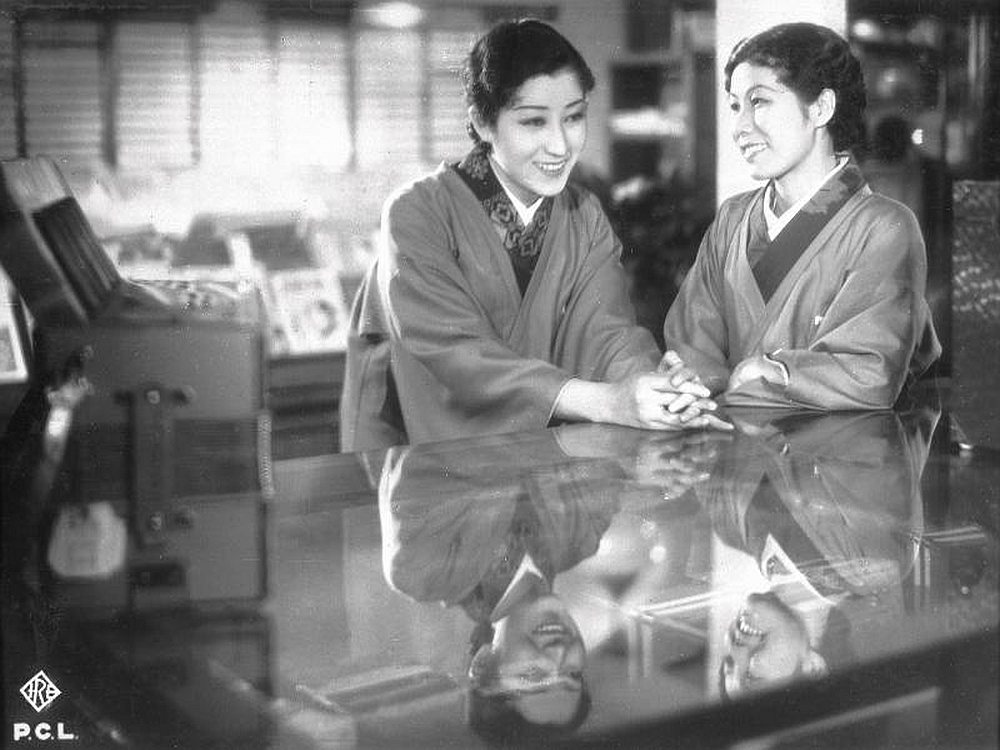
入江たか子, 神田千鶴子。
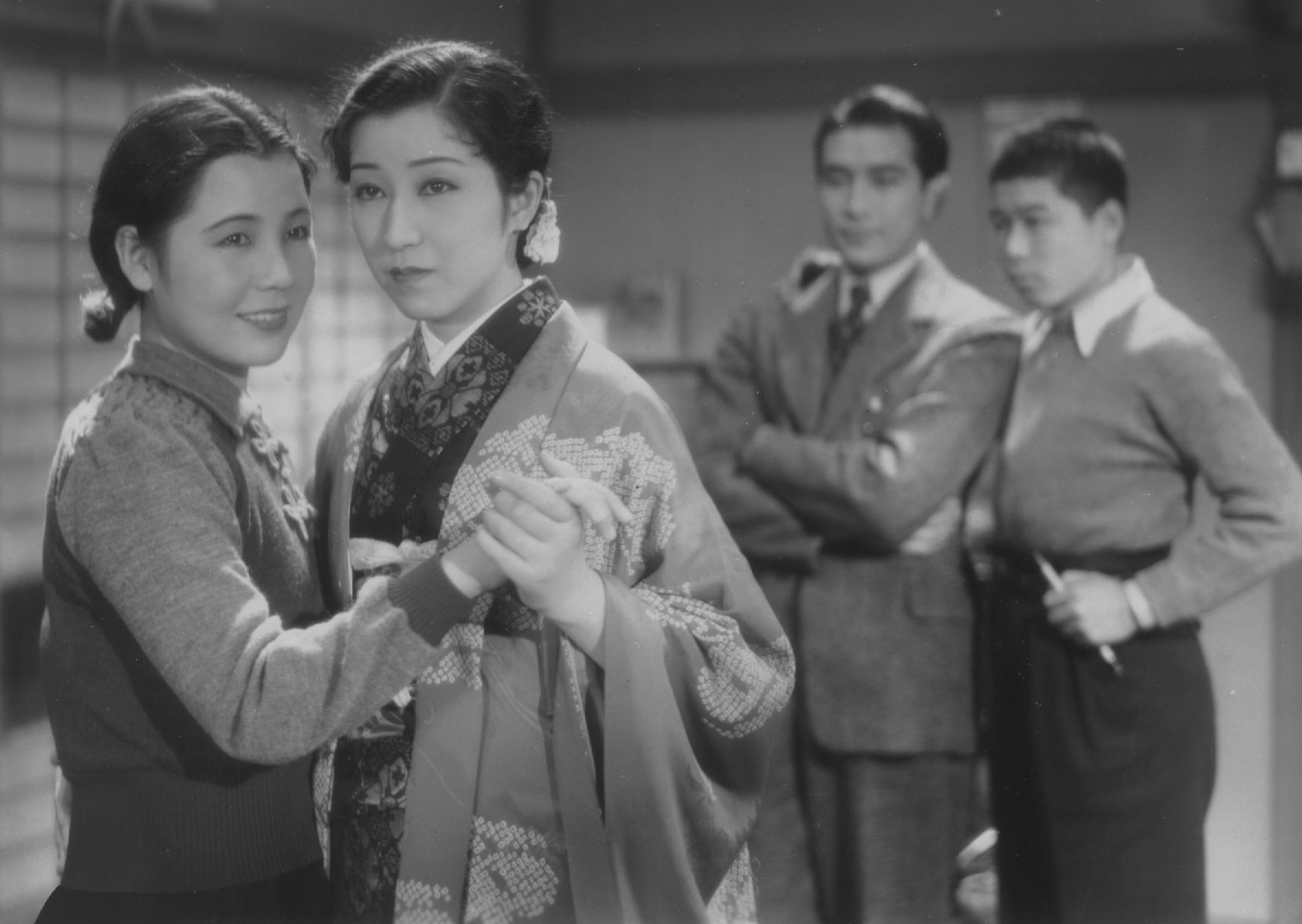
堤真佐子, 入江たか子, 佐伯秀男, 伊東薫。
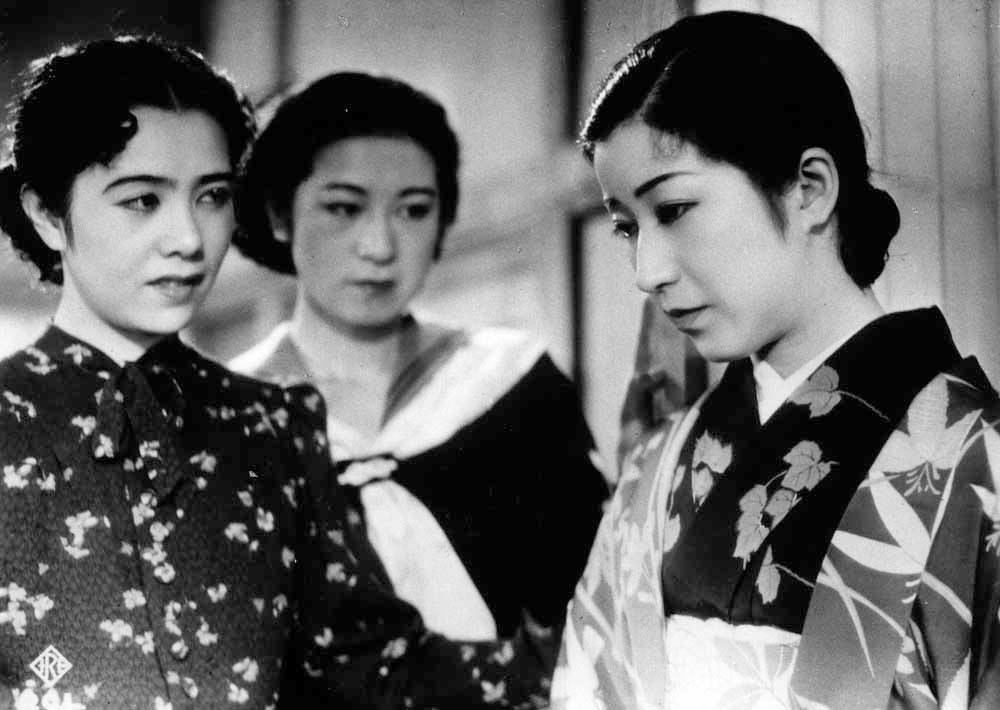
沢蘭子, 水上玲子, 入江たか子。